# جو دون دونكان
جو دون دونكان (بالإنجليزية: Joe Don Duncan)‏ هو لاعب كرة قدم أمريكية أمريكي، ولد في 17 سبتمبر 1990 في كورونا في الولايات المتحدة.